# Driftwood Provincial Park
Driftwood Provincial Park är en park i Kanada.   Den ligger i provinsen Ontario, i den sydöstra delen av landet, 190 km nordväst om huvudstaden Ottawa. Driftwood Provincial Park ligger 186 meter över havet.
Terrängen runt Driftwood Provincial Park är platt söderut, men norrut är den kuperad. Trakten runt Driftwood Provincial Park är nära nog obefolkad, med mindre än två invånare per kvadratkilometer.. 
I omgivningarna runt Driftwood Provincial Park växer i huvudsak blandskog.